# Henri Lefebvre (chimiste)
Pour les articles homonymes, voir Henri Lefebvre et Lefebvre.
Henri Lefebvre, né en 1901 et mort en 1988, est un chimiste français.

## Biographie
Henri Lefebvre soutient un thèse d'état, dédié à Pierre Jolibois, intitulé Contribution à l'étude de l'action chimique de l'étincelle électrique sur les gaz sous faible pression en 1931 à l'Université de Lille sous la présidence de René Swynghedauw. En 1032 il est nommé maître de conférence à l'Institut de la Houille, promu professeur en 1937.
Successeur de Georges Chaudron à la chaire de chimie appliquée à Lille, il est chargé de recherches sur la houille, coke, gaz de houille et synthèse par catalyse, qu'il présente à l'exposition universelle de 1937. Il dirige l'École de chimie de Lille, à la suite de Georges Chaudron, puis devient doyen de la Faculté des sciences de Lille. Il part à la rentrée 1961 en tant que directeur de l'INSA de Lyon.
Il est secrétaire général de la Société des sciences, de l'agriculture et des arts de Lille de 1944 à 1951, et membre du conseil d'administration de l'Institut Industriel du Nord de la France de 1950 à 1961.